# Johannes Hedwig
Johannes [Johann] Hedwig (né le 8 décembre 1730 d'un cordonnier du nom de Jakob Hedwig à Kronstadt, ville du grand-duché de Transylvanie ; mort le 18 février 1799 à Leipzig) est un botaniste et médecin allemand. Il est le père de la bryologie moderne.

## Biographie
Il fait ses études à Leipzig où il devient durant trois années professeur de botanique. Docteur (1756), il s'installe à Chemnitz comme médecin et revient à Leipzig en 1781 où il est nommé intendant du Jardin des Plantes et professeur de botanique.

## Publications
- Fundamenta historiae naturalis muscorum frondosorum, Leipzig, 1782-1783, 2 parties
- Theoria generationis et fructificationis plantarum cryptogamicarum Linnaei, 1784
- Stirpes cryptogamicae, Leipzig, 4 vol, 1785-1795
- De Fibrae vegetalis et animalis ortu, Leipzig, 1789-1799
- Abbildungen kryptogamischer Gewächse, 1787-1797, 4 tomes
- Filicum genera et species, 1799-1803, fasc. 1-4, les deux derniers fascicules édités par son fils Roman Adolf Hedwig (1772-1806)
- Sammlung meiner zerstreuten Abhandlungen, 1793-1797, 2 tomes
- Recueil de mémoires et observations sur la botanique et l'économie, Leipzig, 1793